# Eurasiska scoutregionen (WOSM)

Medlemsländer i lila, potentiella medlemmar i grönt

Den eurasiska scoutregionen (ryska: Регионального Бюро Евразия) är ett regionskansli för World Organization of the Scout Movement (WOSM) (på ryska Всемирной Организации Скаутского Движения eller ВОСД), med sin sätesort i Gurzuf, nära Jalta-Krasnokamenka, Ukraina. Regionen har även ett kontor i Moskva, Ryssland. Alla tidigare kommuniststater i Central- och Östeuropa, Centralasien och Sovjetunionen utvecklar eller har utvecklat scouting efter  den politiska förändringen i regionen.
1997 skapade WOSM nya eurasiska scoutregionen, huvudsakligen för att assistera i scoutrörelsens pånyttfödelse i de 12 tidigare kommuniststaterna: Armenien, Azerbajdzjan, Vitryssland, Georgien, Kazakstan, Kirgizistan, Moldavien, Ryssland, Tadzjikistan, Turkmenistan, Ukraina, och Uzbekistan. 